# Blaskó Péter
Blaskó Péter (Budapest, 1948. június 13. –) a Nemzet Művésze címmel kitüntetett, Kossuth- és Jászai Mari-díjas magyar színművész, érdemes művész.

## Életpályája
Főiskolásként magyar katonát játszott az 1968-ban készült Egri csillagok című filmben. Első tévés szerepe az 1969-ben készült Halálnak halála című tévéjátékban volt. 1970-ben végzett a Színház- és Filmművészeti Főiskolán, a Nemzeti Színház tagja lett. 1974-ben a miskolci Nemzeti Színházhoz szerződött, amelynek 1987-ig volt tagja, közben egy évadot játszott 1978–79-ben Kecskeméten. 1987-ben a budapesti Katona József Színházhoz szerződött. 1994–95-ben szabadfoglalkozású művész volt. 1995–96-ban a Thália Színházban, 1996-tól 1998-ig pedig a Thália Társaságban játszott. 1998 és 2001 között a Veszprémi Petőfi Színház, majd 2001-ben egy évadra a Vígszínház tagja lett. 2002 óta a Nemzeti Színház tagja. 1995–99 között az Aase-díj kuratóriumának tagja. 2008-ban Gyurcsány Ferenc elleni tiltakozásul nem fogadta el a Kossuth-díjat. 2011-ben ismét Kossuth-díjat kapott.
Édesapja, Blaskó János festőművész; édesanyja gyógyszerész volt. Bátyja, ifj. Blaskó János szobrászművész.
Öccse, Blaskó Balázs színész.
Felesége Milvius Andrea, szintén színésznő volt. Gyermekeik: Borbála és Bence.
2014 óta részt vesz a székesfehérvári Vörösmarty Színház által a Székesfehérvári Királyi Napokon évente bemutatott Koronázási szertartásjátékon. Kétszer koronázó érsek, egyszer-egyszer pedig krónikás illetve Anonymus szerepében láthatták a nézők.

## Színpadi szerepei
- Koronázási szertartásjáték – Szent László (Vörösmarty Színház, 2014, rendező: Szikora János)....koronázó érsek[8]
- Koronázási szertartásjáték – Könyves Kálmán: A szellem harcosa (Vörösmarty Színház, 2015, rendező: Szikora János)....krónikás[9]
- Koronázási szertartásjáték – II. (Vak) Béla: A fény koldusa (Vörösmarty Színház, 2016, rendező: Szikora János)....Felicián koronázó érsek[10]
- Koronázási szertartásjáték – III. Béla: Az aranykor trónusán (Vörösmarty Színház, 2017, rendező: Szikora János)....Anonymus[11]
- Schiller: Haramiák....Moor Ferenc
- Csehov: Sirály....Trepljov
- Bertolt Brecht: A kaukázusi krétakör....Azdak
- Brecht: Puntila úr és szolgája, Matti....Matti
- Dosztojevszkij: A félkegyelmű....Rogozsin
- Molière: Tartuffe....Tartuffe
- Henrik Ibsen: Peer Gynt....Peer Gynt
- Wedekind: Lulu....Dr. Schön
- Madách Imre: Az ember tragédiája....Lucifer
- Csehov: Cseresznyéskert....Gajev
- Brecht: Galilei élete....Galilei
- Gogol: A revizor....polgármester
- William Shakespeare: Vízkereszt, vagy amit akartok....Malvolio
- Csehov: Platonov....Vojnyicev
- George Bernard Shaw: Warrenné mestersége....Samuel Gardner tiszteletes
- Örkény István: Tóték....Tót
- Shakespeare: Titus Andronicus....Titus Andronicus, római hadvezér
- Hamvas Béla–Spiró György: Szilveszter
- Reginald Rose: Tizenkét dühös ember....6. esküdt
- Don Pedro Calderón de la Barca: Az élet álom....Clotaldo
- Madách Imre: Az ember tragédiája....eszkimó
- Katona József: Bánk bán....Petur bán, bihari főispán
- Nikolai Erdman: Az öngyilkos....Kalábuskin, céllövölde-bérlő
- Vörösmarty Mihály: Csongor és Tünde....tudós
- Shakespeare: Lear király....Lear király
- Bíró Lajos: Sárga liliom....Zsivkovics János
- Bartis Attila: Anyám, Kleopátra....Fenyő elvtárs
- Hamvai Kornél: Szigliget....Darányi Pál, gondnok
- Shakespeare: III. Richárd....George, Clarence hercege
- Gála Magyarföld Fatemplomáért
- Shakespeare koszorú
- Bereményi Géza: Shakespeare királynője....Shakespeare, költő és író
- Görgey Gábor: Rokokó háború....professzor
- Jean Racine: Atália....Mátán, hitehagyott pap, Bál áldozója
- Csiky Gergely: Buborékok....Solmay Ignác, földbirtokos
- Bulgakov: A Mester és Margarita....Woland
- Euripidész: Oresztész....hírnök
- Lázár Ervin: Berzsián és Dideki....Violin, fülrepesztő zenész

## Filmjei

### Játékfilmek
| - Egri csillagok I-II. (1968) - Fényes szelek (1969) - Ítélet (1970) - Szép lányok, ne sírjatok! (1970) - Staféta (1971) .... Szabó Elek - Holló a hollónak (1972) - Petőfi '73 (1973) - A magyar ugaron (1973) - Nincs idő (1973) - Egy srác fehér lovon (1973) - Idegen arcok (1974) - 141 perc a befejezetlen mondatból (1975) - Az idők kezdetén (1975) - Azonosítás (1976) - Tükörképek (1976) - Az erőd (1979) .... a vizsgáztató - Dögkeselyű (1982) - Jób lázadása (1983) | - Szeretők (1984) - Eszmélés (1984) - Yerma (1984) - Valahol Magyarországon (1987) - Kicsi, de nagyon erős (1989) - A három nővér (1991) - Roncsfilm (1992) - Sose halunk meg (1993) - Angyal utca 13. (1996) - Witman fiúk (1997) - Európa expressz (1999) - Kvartett (2001) - A Hídember (2002) - A rózsa énekei (2003) - Taxidermia (2006) - Mansfeld (2006) - A nyomozó (2008) - Team Building (2010) |

### Tévéfilmek
| - Halálnak halála (1969) - Pirx kalandjai (1973) - Sólyom a sasfészekben (1973) - A dunai hajós 1-2. (1974) - Sztrogoff Mihály (1975) - Az utolsó tánctanár (1975) - Caligula helytartója (1984) - Linda (1986) - Isten teremtményei (1986) - Csinszka (1987) - Bánk bán (1987) - A nap lovagja (1987) - Ítéletidő (1987) - Égető Eszter (1989) - Freytág testvérek (1989) - Hét akasztott (1989) - Családi kör sorozat A botfülű című része (1990) - Fehér kócsagok (1990) | - Egy államférfi vallomásai (1990) - Feltámadás Makucskán (1994) - Fekete karácsony (1995) - Helyet az ifjúságnak! (1995) - Öregberény 1-22. (1993-1995) - Kisváros (2000) - A titkos háború (2002) - Kivilágos kivirradtig (2005) - Könyveskép (2006) - Köszönet a szabadság hőseinek (2006) - Tűzvonalban (2009) - Géniusz, az alkimista (2010) - A fehér nyíl (2010) - Terápia (2012) - Hacktion: Újratöltve (2013) - Janus (2015) - Ők tudják, mi a szerelem (2024) |

## CD-k és hangoskönyvek
- Áldás, áldomás

## Díjai, elismerései
- Jászai Mari-díj (1981)
- Érdemes művész (1986)
- Kazinczy-díj (2001)
- Gábor Miklós-díj (2004)
- Farkas–Ratkó-díj (2005)
- Fővárosi Önkormányzat – Az évad legjobb férfi alakítása (2005)
- Dottore-díj – Vidor Fesztivál (2006)
- Amphiteátrum díj (2007)
- Kossuth-díj (2011)[12]
- Sík Ferenc-díj (2012)[13]
- Budavár díszpolgára (2012)[14]
- A Nemzet Művésze (2014)
- Prima díj (2017)[15]
- Sinkovits Imre-díj (2018)[16]
- Tolnay Klári-díj (2020)
- A Magyar Érdemrend parancsnoki keresztje (2023)[17]
- Magyar Mozgókép Díj a legjobb férfi főszereplőnek (2025)